# 马费奥·波罗
马费奥·波罗（Maffeo Polo（mafˈfɛːo ˈpɔːlo、maˈfɛo ˈpolo），约1230年 – 约1318年）是来自威尼斯共和国的意大利旅行商人，是最著名的是探险家马可·波罗的叔叔。他和哥哥尼科洛·波罗在马可出生之前就开始经商，曾经两次到达中国，成为《马可波罗游记》记述的主题。

## 第一次旅行
马可·波罗刚出生时，马费奥和尼科洛离开威尼斯前往君士坦丁堡，他们离开的确切日期未知，并在那里居住了几年。兄弟二人住在君士坦丁堡的威尼斯区，在1259年或1260年离开君士坦丁堡。1261年，君士坦丁堡被尼西亚帝国的统治者米哈伊尔八世·巴列奥略重新夺回，夷平了威尼斯区，威尼斯公民俘虏被弄瞎。波罗兄弟到达了黑海北缘的索尔达亚（今克里米亚苏达克），这里已经成为蒙古国家金帐汗国的一部分。波罗兄弟继续前往金帐汗国统治者别儿哥汗的宫廷所在地萨莱。波罗兄弟在萨莱待了大约一年，成为金帐汗别儿哥的商人合作伙伴，销售委托给他们的商品
因为别儿哥和旭烈兀之间的内战，他们离开克里米亚。穿过阿拉伯沙漠，到达布哈拉时，在那里居住了三年。
他们在时，遇到了伊尔汗国旭烈兀派使者去朝见忽必烈汗，在布哈拉邀请波罗兄弟一起前往。 1266年，他们到达了大都（今北京），忽必烈汗接见了波罗兄弟，让他们带着给罗马教宗的信，派人将他们送回。波罗兄弟从西里西亚王国的港口城市阿亚斯阿亚斯，航行到耶路撒冷王国的首都阿卡。由于教宗空缺，两兄弟于1269年或1270年返回威尼斯。

## 第二次旅行
1271年，教宗格里高利十世当选，波罗兄弟呈上忽必烈汗的信。波罗兄弟带着马可波罗再次前往蒙古，于1274年到大都将教宗的礼物进献了忽必烈。他们在中国度过了十七年。直到1291年，忽必烈派波罗家族护送蒙古公主阔阔真到伊尔汗国与阿鲁浑成婚。他们从泉州出发，驶向苏门答腊，然后经斯里兰卡和印度，到达波斯。1293年或1294年，将阔阔真留在伊尔汗国后，马费奥和尼科洛、马可父子前往了特拉比松，乘船去了威尼斯。马费奥大约1318年去世。